# Langblättriger Sonnentau
Der Langblättrige Sonnentau (Drosera anglica, Synonym: Drosera longifolia), auch Langblatt-Sonnentau oder Englischer Sonnentau, ist eine Art aus der Gattung Sonnentau (Drosera), einer Gattung fleischfressender Pflanzen. Er ist eine der  nur drei Arten, die auch in Mitteleuropa vorkommen.

## Beschreibung
Der Langblättrige Sonnentau ist eine mehrjährige, krautige Pflanze und bildet eine aufrechte Rosette. Das weniger auf Nährstoffversorgung als auf Verankerung und Wasseraufnahme ausgerichtete Wurzelsystem der Pflanze ist schwach ausgeprägt und reicht nur wenige Zentimeter tief.
Die Blätter der Pflanzen sind zwischen 35 und 95 Millimeter lang. Die länglich- bis linealisch-spatelige Blattspreite ist dabei nur 15 bis 35 Millimeter lang und 2 bis 5 Millimeter breit und -typisch für die Gattung- mit rötlichen Tentakeln besetzt. Mit ihren Blättern fängt sie hauptsächlich Fliegen, aber auch kleinere Schmetterlinge oder Libellen werden gelegentlich gefangen, innerhalb von Minuten biegen sich die Tentakel auf den Fang, innerhalb von Stunden gefolgt von der Blattspreite selbst, erst nach Abschluss des Verdauungsprozesses entrollt sich das Blatt dann wieder.
Der Langblättrige Sonnentau blüht von Juni bis Juli. Die bis zu 20 cm hohen Blütenstängel tragen einen Wickel, dessen fünfzählige Blüten sich einzeln öffnen. Die weißen Kronblätter sind 8 bis 12 Millimeter lang und können sowohl fremd- wie selbstbestäubt werden.
Nach der Blüte und der Ausbildung von Kapselfrüchten mit zahlreichen, eiförmigen und 1 bis 1,5 Millimeter langen, schwarzen Samen tritt die Pflanze im frühen Herbst in die Winterruhe ein, indem sie die Blätter einzieht und eine Winterknospe, den sogenannten Hibernakel, bildet, aus dem sie dann im folgenden Frühling wieder austreibt.
In Höhenlagen bildet der Langblättrige Sonnentau eine Höhenform mit kleineren Blättern und kurzen Blütenständen mit 1–3 Blüten aus.
Wo die Art zusammen mit dem Rundblättrigen Sonnentau vorkommt, ist oft die gemeinsame Hybride Drosera × obovata Mert. & W.D.J. Kochzu finden. Diese Kreuzung wird oft mit der reinen Art verwechselt und ist an den umgekehrt-eiförmigen Blättern, einer Kapsel, die kürzer ist als die Kelchblätter und ihrer Sterilität zu erkennen.

## Chromosomenzahl
Die Chromosomenzahl beträgt 2n = 40.

## Verbreitung

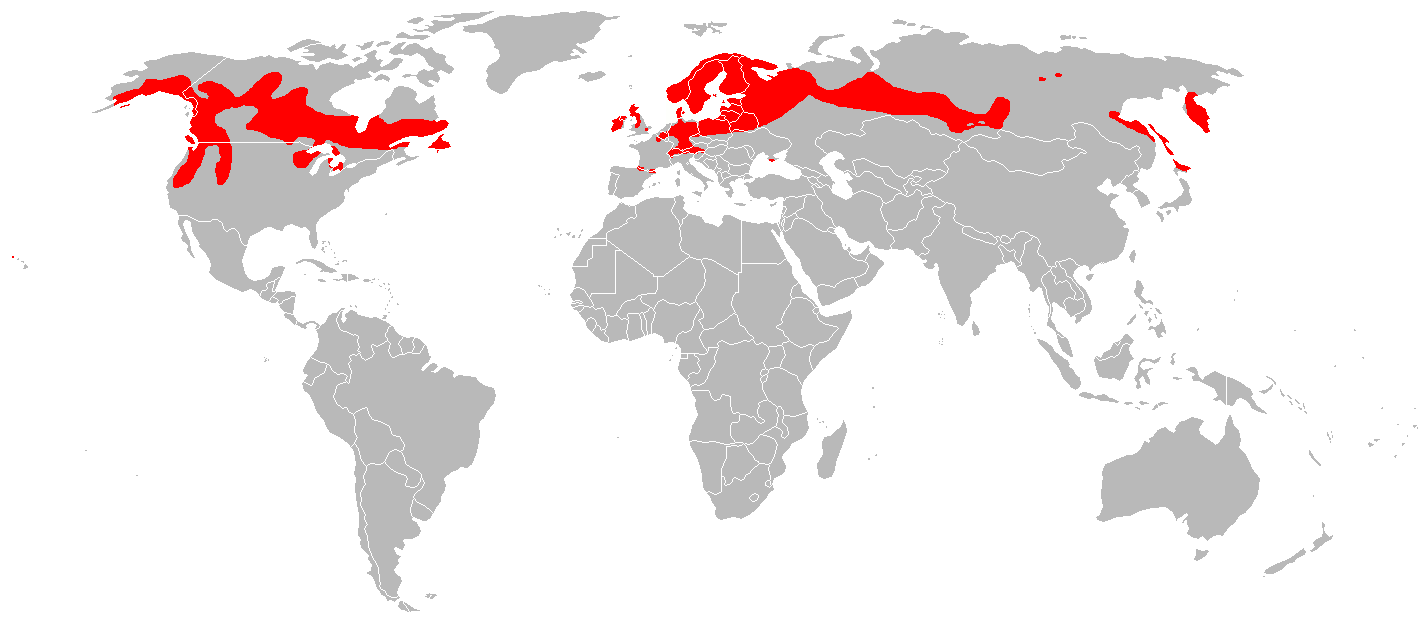
Weltweite Verbreitung von Drosera anglica

Der Langblättrige Sonnentau kommt rund um den Globus in den temperierten Zonen der nördlichen Hemisphäre vor, damit ist er eine der weltweit am weitesten verbreiteten Sonnentauarten. An einigen Stellen dringt die Art weiter nach Süden vor, so in Südeuropa, Japan, Kalifornien und sogar auf der hawaiischen Insel Kauai (die dortigen Vorkommen sind kleiner im Habitus und bilden keine Hibernakel).
Weltweit sind Standorte auf bis zu 2000 m über NN bekannt, in Deutschland wurde als einer der höchsten Fundorte ein subalpiner Standort im Südschwarzwald im Feldseemoor auf 1100 m über NN notiert, dort beginnen die Winterfröste bereits im Oktober und enden erst im Mai. In den Allgäuer Alpen steigt er an zwei Stellen in Bayern bis zu einer Höhenlage von 1000 Metern auf.
Er ist neben dem Rundblättrigen Sonnentau (Drosera rotundifolia) und dem Mittleren Sonnentau (Drosera intermedia) einer von drei mitteleuropäischen Vertreter seiner Gattung.
In Deutschland ist der Langblättrige Sonnentau sogar in kalkhaltigen Quellmooren im Alpenvorland zu finden. Viele Fundorte existierten einst auch in Nordwestdeutschland, dort hat die Art in den letzten Jahren jedoch einen sehr starken Rückgang erfahren und ist nun vom Aussterben bedroht. Drosera anglica ist in Deutschland die seltenste der heimischen Drosera-Arten und daher besonders schützenswert.

## Gefährdung und Schutz
Der Langblättrige Sonnentau ist in Deutschland stark gefährdet (Kategorie 2) und steht unter Naturschutz.

## Habitat und Vergesellschaftung
Bevorzugte Standorte sind vollsonnige, submontane und montane Hochmoor-Schlenken, Zwischenmoore und Flachmoore, auf staunassen Böden, meist vergesellschaftet mit Torfmoosen. Ungewöhnlich für einen Sonnentau ist die Pflanze relativ kalktolerant. Die Pflanzen sind (mit Ausnahme der hawaiischen Bestände) winterhart und vertragen auch längere Frostperioden. Der Langblättrige Sonnentau kommt in Mitteleuropa vor in Gesellschaften der Ordnung Scheuchzerietalia, seltener denen des Verbands Caricion davallianae.

## Evolution
Da außer dem Langblättrigen Sonnentau mit seiner Chromosomenzahl von 2n=40 alle nordamerikanischen Sonnentauarten eine Chromosomenzahl von 2n=20 haben, schlug C.E. Wood 1955 vor, dass der Langblättrige Sonnentau auf einen amphidiploiden Hybriden aus dem Rundblättrigen Sonnentau und Drosera linearis zurückgeht, molekulargenetische Untersuchungen (Rivadavia u. a., 2003) stützen diese These, ebenso wie die gelegentlich auftretenden (unfruchtbaren) Naturhybriden aus beiden Arten in ihrer morphologischen Ähnlichkeit zum Langblättrigen Sonnentau.

## Taxonomie
Nach dem Melbourne Code ICN Art. 56 & App. V  wurde der Name Drosera longifolia L. (Sp. pl. 1:282. 1753) für ungültig erklärt (nomen utique rejiciendum). Die Art muss deshalb nun als Drosera anglica Huds. (Fl. angl. ed. 2, 1:135. 1778) bezeichnet werden.
Folgende natürlich vorkommende taxonomische Stufen wurden beschrieben:
- Drosera × woodii Gauthier & Gervais: Drosera rotundifolia × Drosera linearis mit 2n=20 (steril), woraus durch Polyploidie die fruchtbare Drosera anglica entstand
- Drosera × linglica Kusakabe ex Gauthier & Gervais: Drosera anglica × Drosera linearis mit 2n=30 (steril)
- Drosera × obovata Mert. & W.D.J.Koch: Drosera anglica × Drosera rotundifolia mit 2n=30 (steril)

Da es nach dem ICN für jeden Hybriden mit gleichen Elternarten nur einen Namen geben kann und nach neueren Erkenntnissen Drosera anglica selbst eine Hybride ist (was bei der Beschreibung der vorstehenden Namen noch nicht bekannt war) sind die Rückkreuzungen mit den Elternarten ein taxonomisches Problem.Schlauer verwendet daher eine andere Nomenklatur:
- Drosera anglica var. anglica
- Drosera anglica nothovar. woodii (Gauthier & Gervais) Schlauer comb. & stat. nov
- Drosera anglica nothovar. linglica (Kusakabe ex Gauthier & Gervais) Schlauer comb. & stat. nov
- Drosera anglica nothovar. obovata Planchon (pro var.)

## Bilder

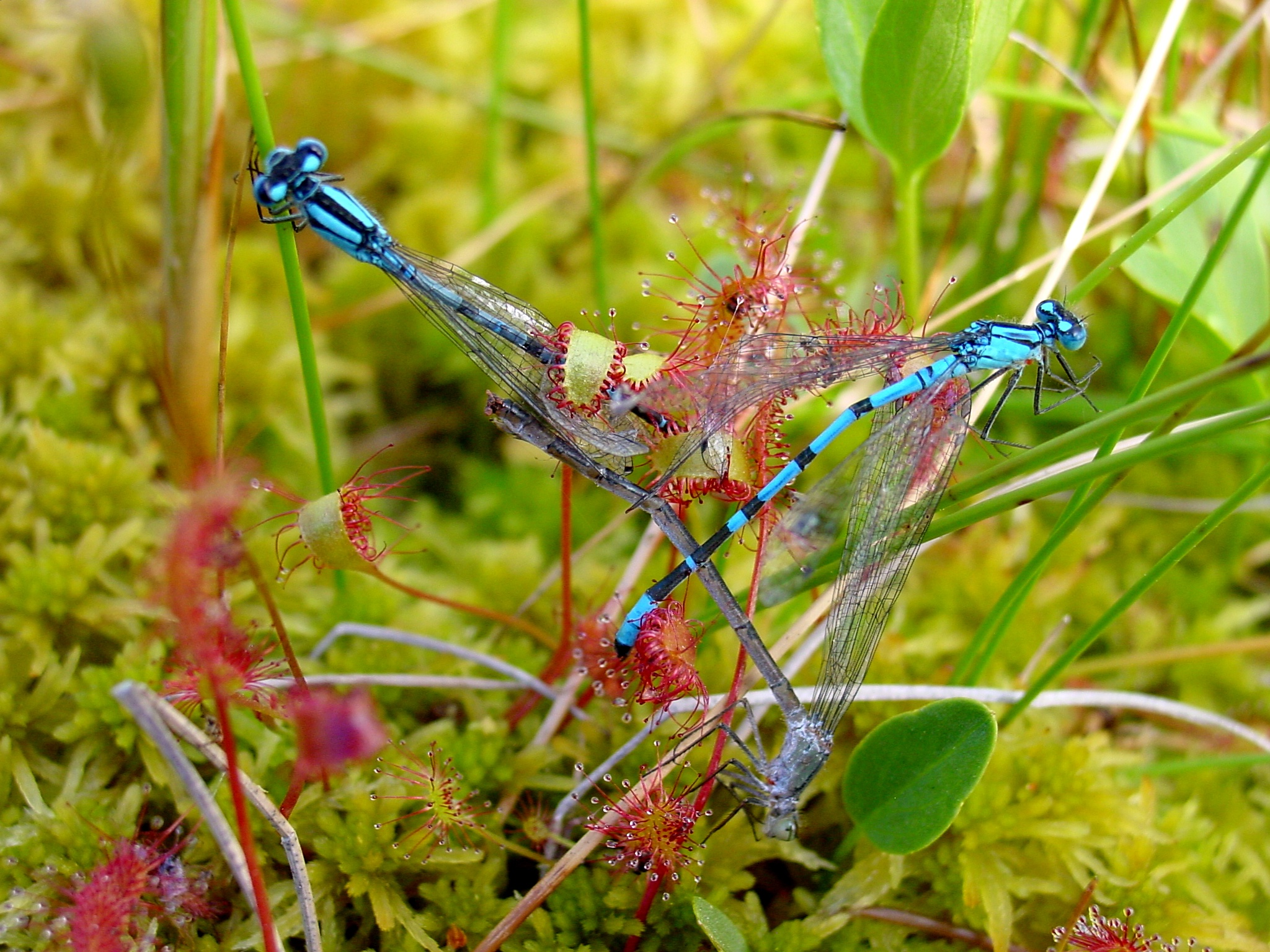
Drosera anglica mit Gemeinen Becherjungfern als Beutetieren
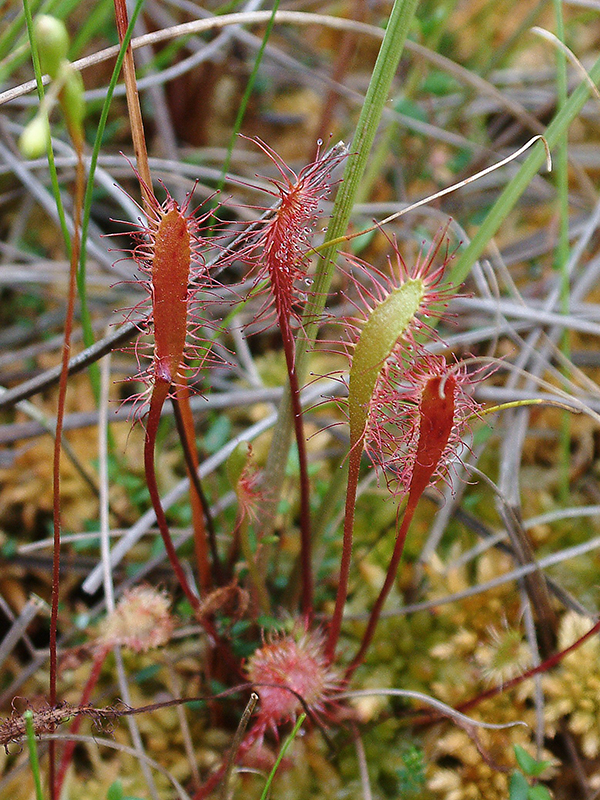
Drosera anglica in einem Hochmoor in Nordwestdeutschland
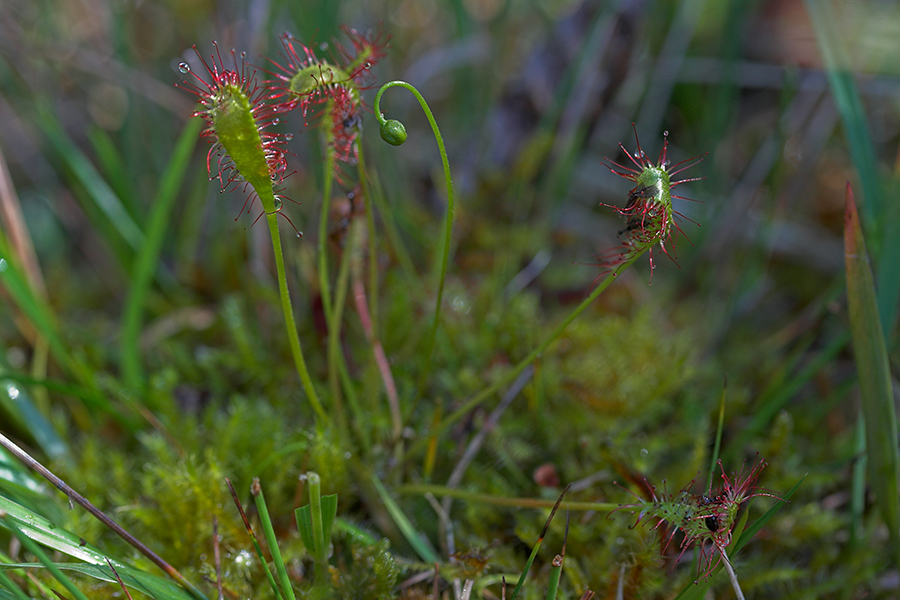
Alpine Zwergform in einem Hangmoor in Kärnten
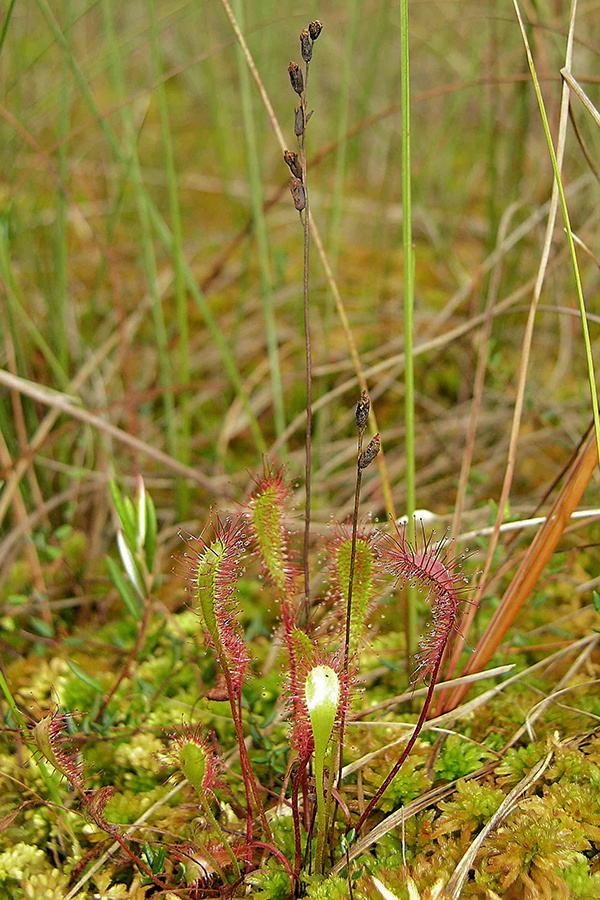
Hybride aus D. anglica x D. rotundifolia: Drosera x obovata